# Президентські вибори у Франції 1995
Президентські вибори у Франції 1995 проходили 23 квітня (перший тур) та 7 травня (другий тур). На виборах був обраний п'ятий президент П'ятої республіки, яким став Жак Ширак.